# Monsalupe
Monsalupe è un comune spagnolo di 73 abitanti (2018) situato nella comunità autonoma di Castiglia e León.